# 河边杜鹃
河边杜鹃（学名：Rhododendron flumineum）为杜鹃花科杜鹃花属下的一个种。

## 扩展阅读
- 維基物種上的相關：河边杜鹃